# 페피콘 SZ역
페피콘 SZ역(독일어: Bahnhof Pfäffikon SZ)은 스위스 슈비츠주에 있는 프라이엔바흐 자치제의 주요 도시인 페피콘을 연결하는 교차로이다. 역은 시내 중심가와 취리히 호수 사이의 마을 북쪽 가장자리에 있다.
이 역은 취리히 중앙역과 치겔브뤼케 및 내펠스를 연결하는 취리히 호수 좌안 철도 노선의 일부를 형성하며, 스위스 연방 철도가 소유, 운영한다. 역 동쪽에는 제담에서 취리히 호수를 가로지르는 라퍼스빌 행 교차점이 있으며, 서쪽에는 아트-골다우 행 교차점이 있다. 이 두 곳 모두 쥐토스트반(SOB)이 소유하고 운영한다.

## 운행편

### 장거리 열차
다음 장거리 열차는 페피콘에서 정차한다.
- IR 베른 - 올텐 - 취리히 HB - 페피콘 - 쿠어
- PE 장크트갈렌 - 헤리자우 - 페피콘 - 아트-골다우 - 루체른

장크트갈렌에서 루체른으로 가는 기차는 SOB에서 포어알펜 익스프레스라는 이름으로 운행한다. 나머지 열차는 SBB에서 운영한다.

### 취리히 S-반 열차
다음 취리히 S-반 서비스는 페피콘에 정차한다.
- S2 취리히 공항–욀리콘–취리히 HB–탈빌–페피콘 SZ–지겔브뤼케(–운터첸)

탈빌, 호르겐, 밴덴스빌, 리히터스빌, 페피콘 SZ 및 알텐도르프, 라헨, 그리고 시브넨-방엔에서만 취리히 엔게와 지겔브뤼케 사이에서 정차한다. 주말 서비스는 지겔브뤼케에서 운터테르첸까지 매시간 논스톱으로 확장되었다.
- S5 추크–아폴테른 암 알비스–취리히 HB–우스터–베치콘–라퍼스빌–페피콘 SZ

우스터에서만 슈타델호펜과 베치콘 사이에서 정차한다.
- S8 빈터투어–발리젤렌–욀리콘–취리히 HB–탈빌–페피콘 SZ(–지겔브뤼케)

빈터투어와 에프레티콘 사이에서 논스톱으로 운행한다. 처음이자 마지막 서비스가 지겔브뤼케까지 확장되었다.
- S25 취리히 HB–페피콘 SZ–지겔브뤼케–글라루스–린탈

취리히 HB와 밴덴스빌 사이에서 논스톱으로 운행한다.
- S40 라퍼스빌-페피콘 SZ-존타게른-아인지델른
- SN5 뷜라흐 - 취리히 HB - 우스터 - 페피콘 SZ
- SN8 취리히 HB - 파피콘 SZ - 라헨 SZ

S40 운행편은 쥐토스트반에서 운영하고, 나머지는 SBB에서 운영한다.

## 역 편의시설
오늘날의 스위스 연방 철도 역 구내는 7개의 승강장 노선으로 구성되어 있다.
트랙 1은 주 승강장을 향하고 있다. 화물 열차는 해당 선로와 선로 4에서 운행된다.
포어알펜 익스프레스 및 쥐토스트반이 운영하는 취리히 S-반 열차는 2번 트랙과 7번 트랙을 사용한다.
또한 트랙 7과 트랙 3, 5, 6에서는 스위스 연방 철도가 운영하는 취리히 S-반 열차를 볼 수 있다.
트랙 3과 5는 인터레기오(인터시티 / 유로시티) 열차와 레기오익스프레스 및 특별 열차에서 사용된다.

## 연결편
역 옆에는 페피콘 버스 터미널이 있다. 페피콘에서 포스트오토 버스 노선(노란색)과 커뮤니티 버스(파란색)가 있다.

### 지역 버스
| 번호 | 노선                                                                 |
| ---- | -------------------------------------------------------------------- |
| 180  | Bhf. Pfäffikon SZ – Wollerau – Samstagern ZH                         |
| 188  | Bhf. Pfäffikon – Pfäffikon, Roggenacker – Schindellegi, Chaltenboden |
| 189  | Bhf. Pfäffikon SZ – Freienbach SOB – Bäch                            |
| 190  | Bhf. Pfäffikon SZ – Feusisberg – Schindellegi-Feusisberg             |
| 524  | Bhf. Pfäffikon SZ – Lachen SZ – Galgenen – Reichenburg               |
| 522  | Bhf. Pfäffikon SZ – Lachen SZ – Siebnen-Wangen – Nuolen              |

### 시내 버스
| 번호 | 노선                                           |
| ---- | ---------------------------------------------- |
| 188  | Pfäffikon – Pfäffikon, Roggenacker             |
| 195  | Pfäffikon – Pfäffikon, Seedamm-Center/Alpamare |

## 같이 보기
- 스위스의 철도